# Maggie's Flock
Maggie's Flock is een Nederlandse band die folkrock speelt met invloed van Celtic punk. Een mengvorm van rock en Keltische folkmuziek, bekend van bands als The Pogues en Flogging Molly. 
De bandnaam Maggie's Flock is gebaseerd op Maggie of the Moor. Dit is een legende over een spookachtige herderin die bij nacht en ontij over de hei zweeft. Ze rooft de zielen van alle zondaars die ze tegenkomt en neemt ze op in haar schaapskudde. Het beeldmerk van de band - de schapenkop- verwijst hiernaar.
In 2020 verscheen hun eerste album Party at the Cemetery.

## Discografie

### Nummers
- The Pogey Club
- Battle Song
- Travelling Laddie
- Set Ablaze
- Drunken Train
- She Danced By The Water
- Lizzy’s Smile
- Party At The Cemetery
- Bored Beyond Death
- Maggie Of The Moor
- The Seven Deadly Sins
- The Serpent (oh st Patrick)
- Glastonbury Tor
- Darling Jenny

## Foto's

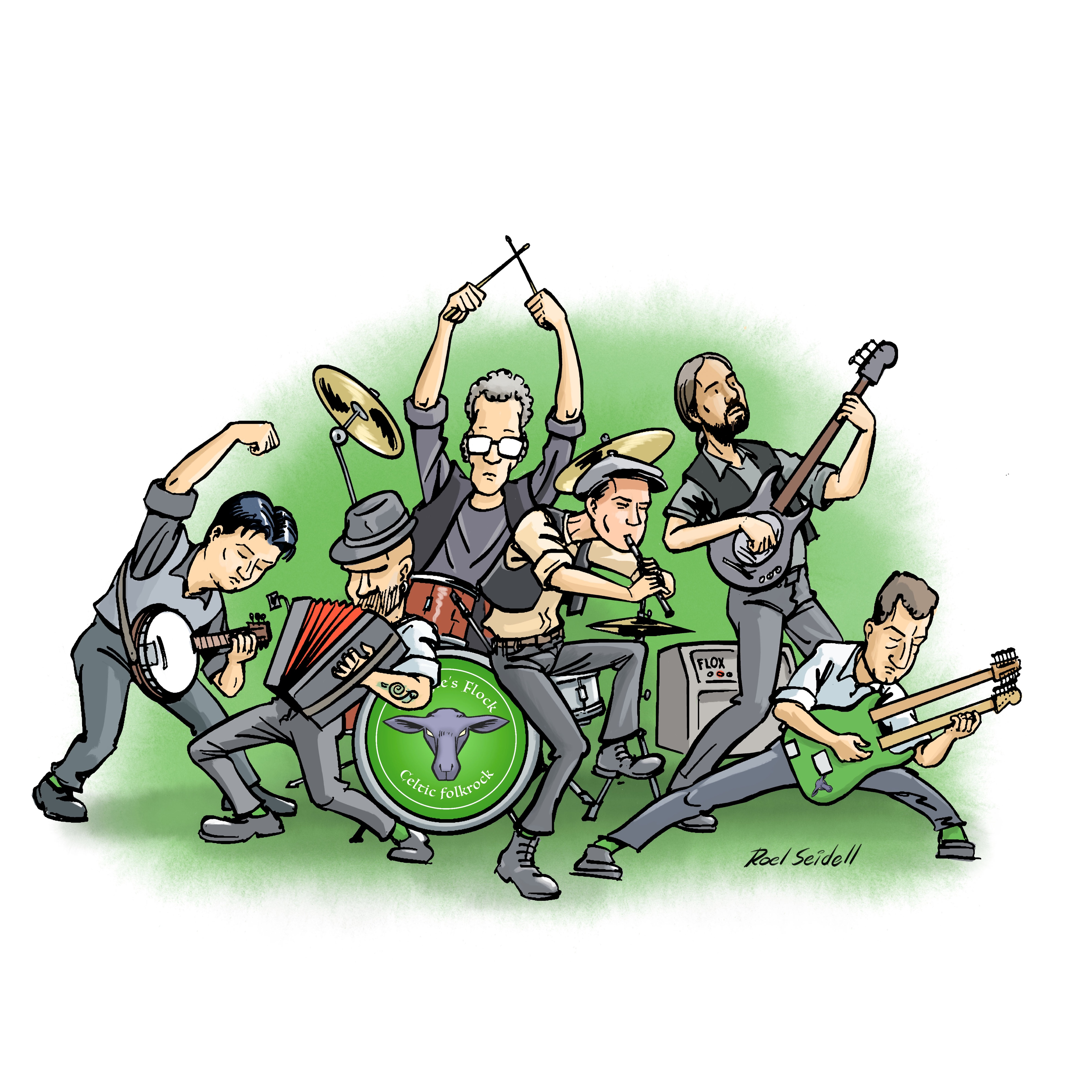
Karikatuur van de band, door Roel Seidell
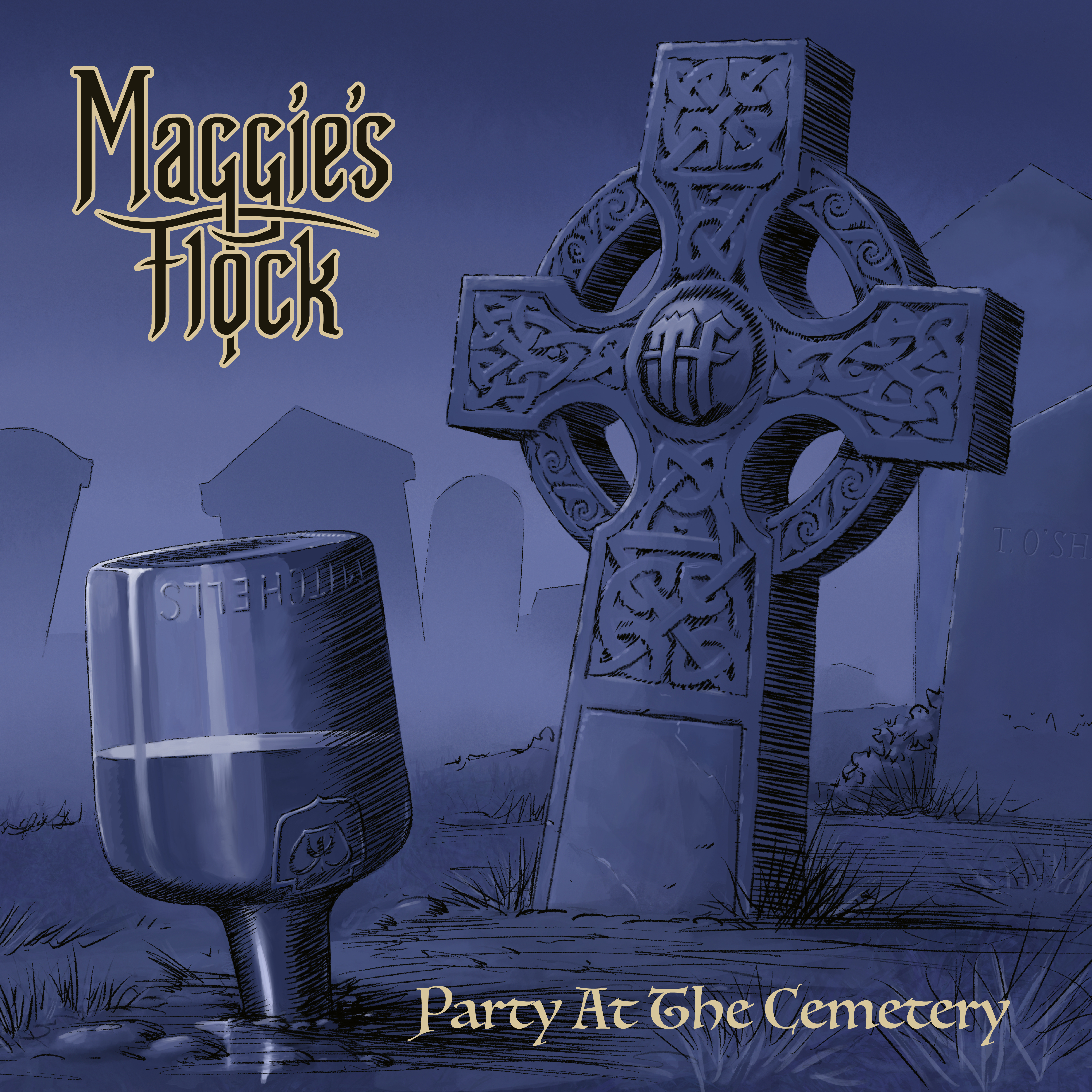
De hoes van Party at the Cemetery
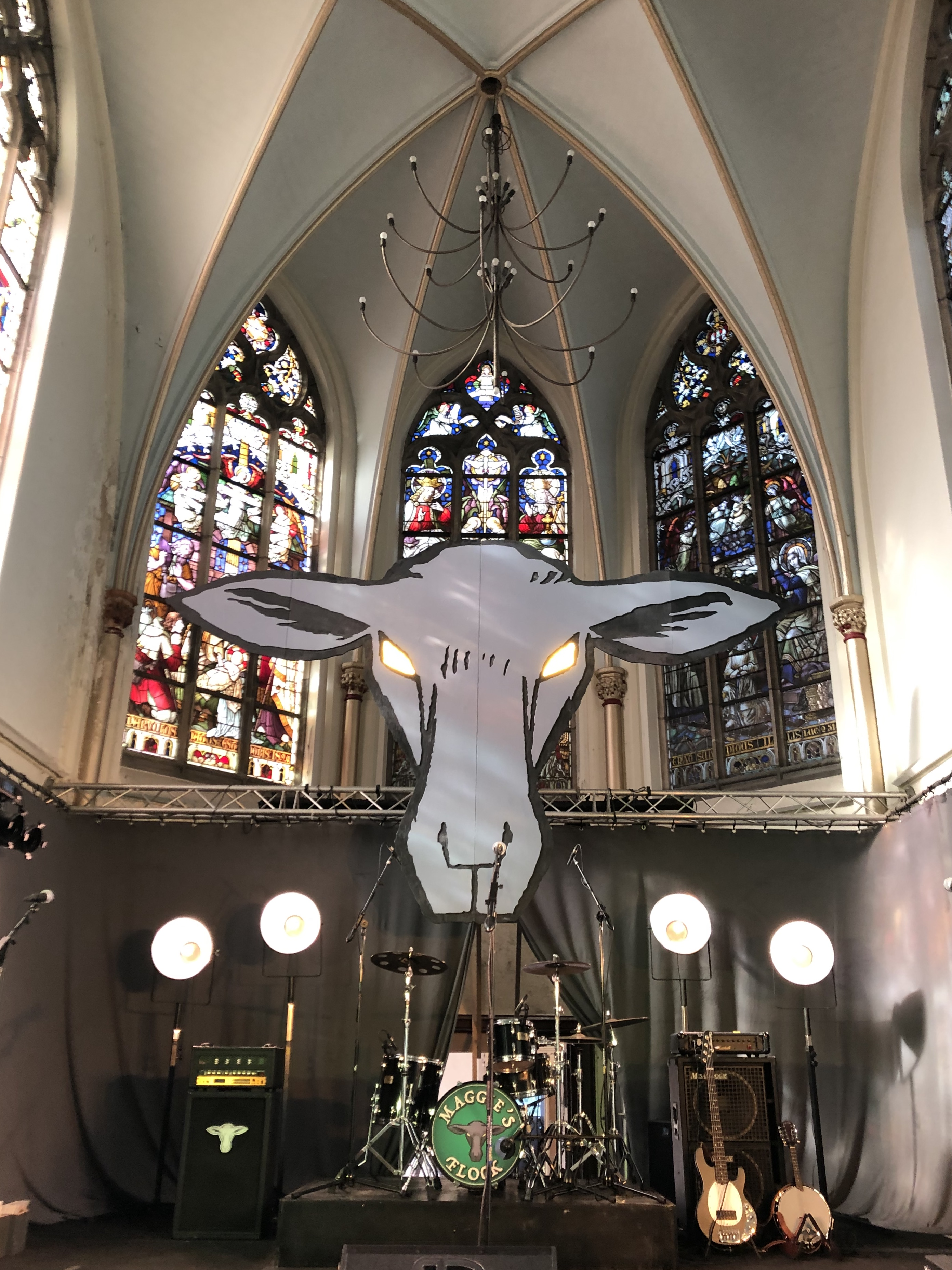
Podiumdecor met de gigantische schapenkop